# Imaginaerum by Nightwish
Imaginaerum by Nightwish ist ein Fantasyfilm aus finnisch-kanadischer Produktion, der 2012 erschien. Er wurde zusammen mit der Symphonic-Metal-Band Nightwish in Ergänzung zu ihrem gleichnamigen Album Imaginaerum entwickelt. Der Film wurde durch die Finnische Film Foundation mit 575.000 Dollar gefördert, das Gesamtbudget betrug 3,7 Millionen Dollar. Imaginaerum feierte am 10. November 2012 in Helsinki Premiere. Am 11. Februar 2013 fand die deutsche Premiere in Berlin statt.

## Handlung
Der 75-jährige Musiker Thomas Whitman leidet an Demenz und fällt nach langer Krankheit, an deren Ende er nicht einmal mehr seine eigene Tochter Gem erkennt, ins Koma, und betritt in Gedanken eine Fantasiewelt, in der er sein Leben erneut durchlebt. Seine Erinnerungen beginnen, als er als zehnjähriger Waisenjunge ein Mädchen namens Ann im Waisenhaus trifft und eine Schneekugel mit einer Figur, der Arabesque, erhält. Ein Schneemann namens Mr. White überredet ihn dazu, mit ihm auf Abenteuerreise zu gehen. Zusammen fliegen sie und treffen auf Thomas’ Vater, einen Piloten. Während des Fluges verliert Thomas den Halt und landet in einer verstörenden, surrealen Welt. Dort begegnet er zunächst der inzwischen 72-jährigen Ann, die sich als „seine Stimme der Vernunft“ vorstellt und ihn vor Mr. White warnt. An der nächsten Station seiner Reise, einem Zirkus, trifft er auf 30-jährige Versionen von Ann und sich selbst als Mitglieder einer Band. Erneut erscheint die alte Ann und erklärt ihm, dass der Schneemann für seine fortschreitende Demenz verantwortlich sei. An weiteren Stationen erlebt Thomas den Verlust seiner Ehefrau und den Suizid seines Vaters erneut.
In der Realität trifft Gem zunächst im Krankenhaus am Bett ihres Vaters ein. Nachdem ihr der behandelnde Arzt erklärt, es gäbe aufgrund der Multinfarkt-Demenz keine Hoffnung auf Besserung und ihr Vater sei bereits mehrfach wiederbelebt worden, unterzeichnet Gem eine Verfügung, wonach auf weitere Wiederbelebungsmaßnahmen verzichtet wird.
Durch einen Sturm zunächst an der Heimreise gehindert, übernachtet Gem in ihrem Elternhaus und trifft dort auf Ann. Es stellt sich heraus, dass ihre Mutter auf einer Tour mit Thomas und ihrer Band bei einem Autounfall ums Leben kam und sich Gem aufgrund der Abwesenheit ihres Vaters immer mehr von ihm entfernte. Ann öffnet einen Tresor im Arbeitszimmer von Thomas, der unverständliche Schriften enthält, bis Gem herausfindet, dass sie erst als Puzzle zusammengelegt einen Sinn ergeben. Gem liest die Texte und erkennt, dass ihr Vater sich von ihr distanzierte, um sie vor ihm zu beschützen, da er befürchtete, sie ähnlich schlecht zu beeinflussen, wie sein eigener Vater es bei ihm getan hat. Das verändert ihre Sichtweise auf ihren Vater radikal. Da das Telefon infolge eines Stromausfalles nicht mehr funktioniert, fahren Ann und Gem gemeinsam wieder zu Thomas ins Krankenhaus.
In seiner Traumwelt erlangt Thomas die Erinnerungen an seine Tochter wieder und stellt fest, dass der Schneemann Mr. White eine Manifestation seines Vaters ist. Thomas schafft es, sich aus dem Griff von Mr. White zu lösen. Er erwacht aus dem Koma und erkennt Ann und Gem neben seinem Krankenbett. Mit letzter Kraft versöhnt sich Thomas mit seiner Tochter und stirbt.
Zurück im Elternhaus setzt sich Gem an den Flügel ihres Vaters, auf dem die Schneekugel steht. Ihr Vater hatte sie wiederholt mit der Behauptung unter Druck gesetzt, wenn sie einmal richtig spiele, dann tanze die Figur. Sie stellt fest, dass ein Ton nicht sauber erklingt, und findet zwischen den Saiten eine kleine Plakette, auf der ihr Name in der Schreibweise GEm graviert ist – ihr Name besteht aus den Akkordsymbolen für G-Dur und e-moll. Sie platziert die Plakette an der Schneekugel und schlägt einen G-Dur-Akkord an, worauf die Figur in der Schneekugel zu tanzen beginnt.

## Veröffentlichung
Die Weltpremiere fand am 10. November 2012 in der Hartwall Arena in Helsinki statt. Neben der Filmpremiere erwartete die Zuschauer zusätzlich ein Vollzeit-Konzert von Nightwish. Die Deutschlandpremiere fand am 11. Februar 2013 in der Kulturbrauerei Berlin in Anwesenheit von Tuomas Holopainen und Marco Hietala statt.
Ursprünglich sollte der Film anschließend am 18. März 2013 einmalig in insgesamt 98 Kinos in Deutschland und Österreich aufgeführt werden, jedoch war der Andrang in Deutschland so groß, dass weitere Vorführungen im März und April angesetzt wurden. Nach Angaben des Filmverleihs Capelight Pictures landete Imaginaerum am ersten Aufführungstag nach Umsatz auf Platz 1 der deutschen Kinocharts.
Am 31. Mai 2013 erschien Imaginaerum auf DVD, Blu-ray Disc und Download.

## Rezeption
In der allgemeinen Presse fand Imaginaerum insgesamt wenig Beachtung. In Kritiken wurde vor allem die musikalische Inszenierung gelobt, kritisiert wurden vor allem die wirre Handlung und die drittklassigen Schauspieler. Das Musikmagazin Metal Hammer bezeichnete in seiner britischen Ausgabe den Film als „Must-See für Nightwish Fans“, lobte die atemberaubenden Bilder und die perfekte Integration von Nightwishs Album.
Die Premiere des Films stieß in Finnland eher auf negative Presseberichte.

„Der ‚Nightwish-Film‘ wäre gern ein Tim-Burton-meets-Neil-Gaiman-Prachtwerk. (…) Dass dafür bei Tuomas Holopainen & Co. die Kohle fehlt, ist kein Beinbruch. Das hätte man mit Kreativität und Herzblut ausgleichen können. Dummerweise nervt ‚Imaginaerum‘ aber mit B-Klasse-Darstellern (..), die in hölzernen Dialogen eine hanebüchen öde Fantasy-Story erzählen, wenn einen nicht gerade unspannende Spezialeffekte aus dem Sekundenschlaf reißen oder Holopainen als Komponist den Hollywood-Epiker raushängen lässt.“

„[…]der phänomenale Soundtrack mag zwar einen Fan der Band die Schwächen in Handlung und Screenplay vergessen lassen, der Durchschnittszuschauer dürfte mit dem Gesamtwerk jedoch eher unzufrieden sein, zumal Handlung und Atmosphäre ohnehin schon nur ein recht schmales Publikum ansprechen werden.“

„Wer also den Film nur wegen der beteiligten Band sehen will, sollte darüber noch einmal kurz innehalten und sich fragen, ob er sich mit dem Rest des (…) Films anfreunden kann. Wer jedoch fantastische Filme mit einem großartigen Soundtrack und hervorragenden visuellen Szenerien mag, sollte ruhig einen Blick riskieren.“

## Soundtrack
Der Soundtrack zum Film wurde am 9. November 2012 veröffentlicht. Die Stücke, Interpretationen von Songs des Albums Imaginaerum, wurden von Petri Alanko geschrieben und realisiert.
| Nr. | Titel                 | Länge (in min.) |
| --- | --------------------- | --------------- |
| 1   | Find Your Story       | 2:30            |
| 2   | Orphanage Airlines    | 4:34            |
| 3   | Undertow              | 5:17            |
| 4   | Spying in the Doorway | 3:03            |
| 5   | A Crackling Sphere    | 3:59            |
| 6   | Sundown               | 5:33            |
| 7   | Wonderfields          | 5:31            |

| Nr. | Titel                | Länge (in min.) |
| --- | -------------------- | --------------- |
| 8   | Hey, Buddy           | 3:03            |
| 9   | Deeper Down          | 3:28            |
| 10  | Dare to Enter        | 1:50            |
| 11  | I Have to Let You Go | 8:16            |
| 12  | Heart Lying Still    | 4:00            |
| 13  | From G to E Minor    | 2:32            |

## Besetzung
| Rolle                            | Darsteller              | Deutscher Sprecher       |
| -------------------------------- | ----------------------- | ------------------------ |
| Thomas Whitman (34 und 47 Jahre) | Tuomas Holopainen       |                          |
| Thomas Whitman (10 Jahre)        | Quinn Lord              |                          |
| Thomas Whitman (75 Jahre)        | Francis-Xavier McCarthy | Friedrich Georg Beckhaus |
| Gem Whitman (35 Jahre)           | Marianne Farley         | Sonja Spuhl              |
| Gem Whitman (7 Jahre)            | Keyanna Fielding        |                          |
| Theodore Whitman und Mr. White   | Ilkka Villi             |                          |
| Ann (32 Jahre)                   | Anette Olzon            |                          |
| Ann (73 Jahre)                   | Joanna Noyes            |                          |
| Ann (10 Jahre)                   | Victoria Ann Jung       |                          |
| Marcus                           | Marco Hietala           |                          |
| Emil                             | Emppu Vuorinen          |                          |
| Jack                             | Jukka Nevalainen        |                          |
| Arabesque                        | Hélène Robitaille       |                          |
| Dr. Jansson                      | Ron Lea                 |                          |
| Thomas Whitmans Krankenschwester | Glenda Braganza         | Nadine Heidenreich       |

## Trivia
Ursprünglich sollte der Film nur „Imaginaerum“ heißen. Um Verwechselungen mit dem gleichnamigen Album sowie anderen Produktionen vorzubeugen, entschloss man sich, den Titel um den Anhang „by Nightwish“ zu erweitern.